# ديلان موران
ديلان موران (بالإنجليزية: Dylan Moran)‏ (و. 1971  م) هو ممثل هزلي، وممثل أفلام أيرلندي، ولد في نافان.

## التعليم
تعلم في St Patrick's Classical School ‏.

## وصلات خارجية
- ديلان موران على موقع IMDb (الإنجليزية)
- ديلان موران على موقع ألو سيني (الفرنسية)
- ديلان موران على موقع ميوزك برينز (الإنجليزية)
- ديلان موران على موقع أول موفي (الإنجليزية)
- ديلان موران على موقع قاعدة بيانات الأفلام السويدية (السويدية)
- ديلان موران على موقع إن إن دي بي (الإنجليزية)
- ديلان موران على موقع ديسكوغز (الإنجليزية)
- ديلان موران على موقع قاعدة بيانات الفيلم (الإنجليزية)
- ديلان موران على موقع كينوبويسك (الروسية)